# Édouard Houssaye
Pour les articles homonymes, voir Houssaye.
Édouard Aristide Housset dit Édouard Houssaye (1829-1905) est un journaliste français, fondateur de la Gazette des beaux-arts.

## Biographie
Né le 2 septembre 1829 à Bruyères-et-Montbérault, Édouard Aristide est le frère cadet d'Arsène Houssaye, homme de lettres et donc l'oncle de Henry Houssaye.
À partir de 1853, licencié en droit, il dirige, à la place de son frère et aux côtés de Xavier Aubryet, la revue L'Artiste jusqu'en 1856 avec son ami Théophile Gautier à la rédaction en chef. Il fonde ensuite la Gazette des beaux-arts en janvier 1859 à Paris avec pour rédacteur en chef Charles Blanc, qu'il dirige jusqu'en 1864. Dans l'intervalle, Édouard Houssaye fonde en décembre 1861, la  Chronique des arts et de la curiosité avec Philippe Burty, publication qui deviendra le supplément de la Gazette après son rachat en 1872 par Maurice Cottier, Édouard André et Ernest Hoschedé.
Rachetant en février 1865 le Courrier de l'Aisne à Laon où il possède une imprimerie, Houssaye connaît des difficultés d'ordre politique et publie l'année suivante un pamphlet, Mémoire pour six mille pétitionnaires qu'on empêche d'avoir un journal, car il ne peut obtenir l'autorisation préfectorale de transformer son périodique en feuille militante. En mai 1869, signalé candidat indépendant mais proche de l'opposition royaliste, il prend part aux élections législatives sur la circonscription de l'Aisne et se retrouve battu. Il est ensuite élu maire de Bruyères-et-Montbérault.
Le 1er mars 1896, il assiste aux obsèques de son frère Arsène.
Le 21 mars 1905, la presse annonce sa mort.